# (210231) Wangdemin
(210231) Wangdemin est un astéroïde de la ceinture principale.

## Description
(210231) Wangdemin est un astéroïde de la ceinture principale. Il fut découvert le 11 septembre 2007 à XuYi par le programme PMO NEO Survey Program. Il présente une orbite caractérisée par un demi-grand axe de 2,44 UA, une excentricité de 0,19 et une inclinaison de 2,3° par rapport à l'écliptique.

## Compléments